# Kalixtjärnen (Edefors socken, Norrbotten)
Kalixtjärnen är en sjö i Bodens kommun i Norrbotten och ingår i Luleälvens huvudavrinningsområde. Sjöns area är 0,026 kvadratkilometer och den är belägen 230 meter över havet.